# Erythrina speciosa
Erythrina speciosa, conhecida popularmente como mulungu-do-litoral, corticeira, eritrina-candelabro, maçaranduba, murungu, muxoxo, pau-imortal, sananduva, saranduba, ou suinã, é uma árvore nativa do Brasil e frequentemente cultivada e introduzida na África e na Índia. Ela é polinizada por abelhas e beija-flores. Utilizada popularmente para jardinagem e paisagismo devido a suas flores vistosas, facilidade de crescimento e pequeno porte.

## Taxonomia
Erythrina vem do grego erythros e significa “vermelho”. Já o nome popular "mulungu" faz referência às suas flores vermelhas.

## Descrição
Erythrina speciosa possui folhas alternas espiraladas, estipuladas e estipeladas, compostas trifolioladas; folíolos ovalados a largamente ovais, cartáceos, lustrosos na face adaxial, com nervuras primárias e secundárias proeminentes de 15a 28 cm de comprimento na face abaxial, além de inflorescências em racemos terminais curtos; flores vermelhas, zigomorfas, diclamídeas e anisostêmones. A árvore é bastante ornamental quando em flor. Floresce de junho a setembro com a planta totalmente sem folhas. A frutificação ocorre de outubro a novembro, entretanto permanecem na árvore por mais alguns meses.

## Distribuição e habitat
Esta espécie é nativa do Brasil, mais especificamente das regiões Nordeste, Centro-Oeste, Sudeste e Sul. Natural de florestas fluiviais e planícias umidas, é frequentemente encontrada ao longo de rios e outros corpos d'água do Cerrado e Mata Atlântica.

## Ecologia
A polinização é efetuada principalmente por aves nectarívoras. As flores de E. speciosa constituem importante fonte alimentar para as aves, principalmente no inverno em áreas urbanas.

## Uso
Os extratos de folhas, cascas e de raízes são usados na medicina popular no tratamento de diversas doenças, tais como disenteria, asma, dor estomacal, infertilidade feminina e, principalmente, infecções microbianas. As sementes (marrom-escuras) e as flores desta e de outras espécies do mesmo gênero são possivelmente citotóxicas e genotóxicas. O gênero é conhecido pela bioprodução significativa de alcalóides, sendo que estudos mais recentes revelaram também a presença de flavanonas, isoflavonas e pteropcarpanos.

## Cultivo
O cultivo da Erythrina speciosa pode ser feito por estaquia ou propagação de sementes sendo esta a maneira mais comum. Devido ao fato das sementes possuírem dormência física, normalmente adota-se algum método de escarificação. A semeadura pode ser feita em saco plástico contendo como substrato, uma mistura de solo, areia e esterco, na proporção de 3:2:1.